# Hyetussa simoni
Hyetussa simoni är en spindelart som beskrevs av Galiano 1976. Hyetussa simoni ingår i släktet Hyetussa och familjen hoppspindlar. Inga underarter finns listade i Catalogue of Life.